# Медиатекст
Медиатекст (от лат. media textus «средства, посредники + ткань; сплетение, связь, сочетание») — сообщение, текст любого медийного вида и жанра. Понятие медиатекст возникло в XX веке в связи с бурным развитием средств массовой коммуникации (медиа), когда на смену традиционному печатному тексту пришли новые разновидности текстов, связанные с кинематографом, радио, телевидением, видео, интернетом, мобильными телефонами и т. д. Понятие медиатекст широко употребляется в медиаобразовании, в медиакритике, медийной психологии, где, в частности, рассматриваются вопросы медиавосприятия.